# 복음간호전문대학
복음간호전문대학(福音看護專門大學)은 부산광역시 서구에 있었던 사립 전문대학이다. 1989년 고신대학교와 통합 후, 송도캠퍼스로 그 명맥을 유지하고 있다.

## 연혁
- 1968년 : 부산복음병원 부속 간호학교로 개교
- 1979년 : 복음간호전문대학으로 개편
- 1989년 : 고신대학교와 통합 및 간호대학으로 개편[1][2]

## 같이 보기
- 고신대학교